# サンパウロFC
サンパウロFC (ポルトガル語: São Paulo Futebol Clube) は、ブラジル・サンパウロ州サンパウロを本拠地とするサッカークラブである。

## 概要
サンパウロ市内の高級住宅街、モルンビーにある上流階級向けスポーツクラブ、アトレチコ・パウリスターノ所属のサッカー部門として1900年に創設され、1935年に現在の形態になった。ホームグラウンドはモルンビーの中心地にあるエスタジオ・ド・モルンビーで、約8万人の観客を収容でき、スポーツクラブやジムなども併設されている。
ブラジル国内にはサンパウロFC（SPFC）を名乗るクラブが複数あるが、人気・実力面で最も有名なのはこのクラブである。チームのマスコットは聖パウロで、応援にもよく使用される。
サッカークラブ世界一を決めるトヨタカップ（現FIFAクラブワールドカップ）で過去3回優勝（1992年・対FCバルセロナ、1993年・対ACミラン、2005年・対リヴァプールFC）しているほか、コリンチャンス、パルメイラス、サントスFCなどの強豪クラブが覇を競うカンピオナート・パウリスタにおいても20回以上の優勝を記録するなど、サンパウロ州だけでなく、ブラジルを代表するサッカークラブの1つである。
マークの上部にある5つの星は赤色はサッカー競技・FIFAクラブワールドカップ(2005)及びインターコンチネンタルカップ(1992, 1993)のチャンピオンによるものである。
左右に配置された黄色の星の一つはかつて当クラブに在籍していた、男子三段跳の元世界記録保持者アデマール・ダ・シルバによるヘルシンキオリンピック(1952)で、もう一つはメキシコで行われたパンアメリカン競技大会陸上競技(1955)でそれぞれ金メダルを獲得したことによるものである。
人気の面では、サンパウロ州でコリンチャンスに次いで人気があり、ブラジル全国では、CRフラメンゴ、コリンチャンスに続き、3番目に人気のあるクラブである。なお、ファンは『サン・パウリーノ（Sao paulino）』と呼ばれている。（サンパウロ州民を意味する『パウリスタ（paulista）』とサンパウロ市民を意味する『パウリスターノ (paulistano)』と区別されている。）
世界的に人気があるサッカー漫画『キャプテン翼』の主人公・大空翼が最初に所属したプロチームとしても知られている。

## 歴史

### クラブの源流
CAパウリスターノ（Club Athletico Paulistano）
1900年12月29日、上流階級向けスポーツクラブであるアトレチコ・パウリスターノのサッカー部門として創設。当時、基本的にイギリス人やドイツ人の移民のためのサッカークラブのみが活動していた中で、ブラジル人のためのクラブ創設という要望に応える形で誕生した。
1902年に開幕したカンピオナート・パウリスタでは、初年度から3年連続で2位となり、4シーズン目の1905年に初優勝を遂げた。その後、1916年から1919年にかけて4連覇を達成するなど、1929年までに11回の優勝を数え、アマチュアリーグ時代に最も成功を収めたクラブとなった。
ブラジルサッカー界にプロ化の機運が高まると、伝統的なアマチュアリズムを追求するCAパウリスターノはプロ化の潮流に反してリーグを離脱し、別リーグのLAF（Liga dos Amadores de Futebol：サッカーアマチュアリーグ）を1926年に立ち上げた。しかし、このリーグは4年しか存続できず、1930年1月8日にCAパウリスターノは解散した。
AAパルメイラス（Associação Atlética das Palmeiras）
1902年11月9日にクラブ創設。SEパルメイラスとは別クラブ。エリートチームであることを特徴としており、1915年までは、博士課程学生・エンジニア・法学士しかプレーすることが認められなかった。上流階級向けクラブであるCAパウリスターノとは運営方針における親和性が高く、協調して行動することが多かった。
1904年にカンピオナート・パウリスタに初出場を果たすと、1909年、1910年、1915年に同大会を制した。1926年にCAパウリスターノがリーグプロ化に反対して別リーグ（LAF）を創設すると、AAパルメイラスもこれに追従した。その後、プロ化への道を模索するも条件を満たすことができず、1929年12月に解散した。

### サンパウロFC
CAパウリスターノとAAパルメイラスの解散後、両クラブの中でプロ化を支持していたメンバーが合流して、1930年1月25日にサンパウロFCを結成した。両クラブ合わせて、これまでにカンピオナート・パウリスタを大会全体の約半数に相当する14回制しており、強者連合による後継クラブとしてサンパウロFCは誕生した。新しいユニフォームは、源流となる2クラブの伝統を継承して、赤と黒のストライプが採用された。
サンパウロFCとして最初の公式試合は、1930年3月16日に行われたカンピオナート・パウリスタでのCAイピランガ（CA Ypiranga）戦で、0-0の引き分けであった。サンパウロFCは、このシーズンのカンピオナート・パウリスタをわずか1敗の2位で終えると、翌1931年には初優勝を遂げ、続く1932年、1933年、1934年も2位の成績を収めた。
1935年、サンパウロFCは同じくサンパウロを拠点とするCRチエテ（CR Tietê）と合併し、最終的に同年12月16日に現在の形態となった。
1年間の空白期間を経て、1936年にカンピオナート・パウリスタに復帰。1940年代に入るとサンパウロFCは最初の黄金期を迎え、この10年間でカンピオナート・パウリスタを5回制した。以降、同じサンパウロ州を本拠地とするコリンチャンス、パルメイラス、サントスFCとライバル関係を形成し、同大会のタイトルをこの4クラブでほぼ独占している。
コパ・リベルタドーレスには1972年に初出場を果たした。1992年から1993年にかけて、コパ・リベルタドーレスおよびトヨタカップをともに連覇した。当時の主力メンバーには、カフー、ザーゴ、ピンタード、ライー、ミューレルなどがいた。1992年のトヨタカップはヨハン・クライフ監督率いるFCバルセロナに、翌1993年はファビオ・カペッロ監督率いるACミランにそれぞれ勝利している。
2002年は、サンパウロFCを含むサンパウロ州の有力クラブの多くが、同時期に開催されていたリオデジャネイロ州のクラブとのリーグ戦であるトルネイオ・リオ＝サンパウロ（Torneio Rio–São Paulo）に参加するため、カンピオナート・パウリスタに参加しなかった。代わりに両大会の終了直後に、トルネイオ・リオ＝サンパウロにおけるサンパウロ州の上位3クラブ（コリンチャンス、パルメイラス、サンパウロFC）と、カンピオナート・パウリスタの優勝クラブ（イトゥアーノFC）の計4クラブによるスーペルカンピオナート・パウリスタ（Supercampeonato Paulista）が開催され、サンパウロFCが優勝した。
カンピオナート・ブラジレイロには1967年から参加。サンパウロ州のパルメイラス以外のクラブ（サンパウロFC、コリンチャンス、サントスFC、ポルトゥゲーザ）が揃って出場辞退した1979年シーズンを除き皆勤している。1977年に初優勝を遂げて以降、2008年までに6回の優勝を記録している。2006年から2008年にかけてはセリエAの3連覇を達成した。1971年にセリエBが創設されて以来、下位リーグへの降格を経験したことがない。
2005年のコパ・リベルタドーレスでは、パウロ・アウトゥオリ監督による指揮の下、決勝でアトレチコ・パラナエンセに勝利して優勝。続くクラブ世界選手権では、決勝でリヴァプールFCを下し、トヨタカップ統合後の初代世界王者となった。
インターコンチネンタルカップの優勝回数（2回）は、ブラジル勢として最多タイ、コパ・リベルタドーレスの優勝回数（3回）および準優勝回数（3回）は、2023年終了時点でともにブラジル勢として最多タイである。

## ユニフォームとエンブレム
クラブ創設以来、色・デザインともにほぼ変更が加えられておらず、伝統が維持されている。

### ユニフォーム

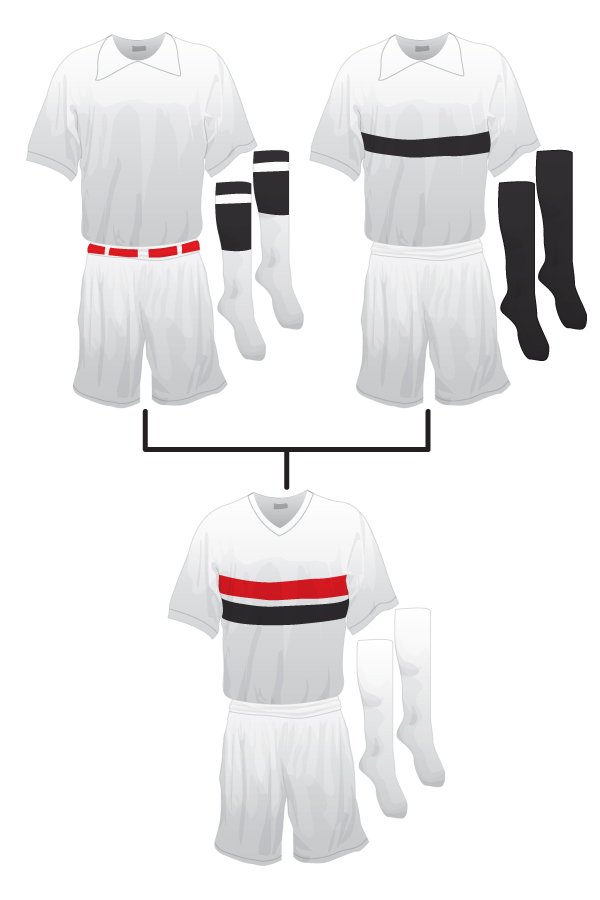
クラブ創設当初のユニフォーム
左がCAパウリスターノ、右がAAパルメイラスのユニフォーム

サンパウロFCのクラブカラーは赤・白・黒の3色で、1930年1月25日のクラブ創設時に定義された。赤はクラブの起源であるCAパウリスターノのカラー、黒はもう一方の起源であるAAパルメイラスのカラー、白は両クラブに共通のカラーであった。新しいユニフォームは、2つのクラブの伝統を継承して、白地に赤と黒のストライプが採用された。このクラブカラーから、サンパウロFCはトリコロール（Tricolor）という愛称を持つ。
同時に、サンパウロ州を代表するクラブであるという意味を込めて、同州の州旗を彩る3色も表現している。

### エンブレム

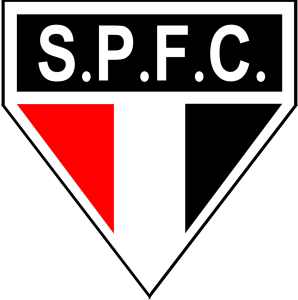
クラブ創設当初のエンブレム

コラソン・ジ・シンコ・ポンタス（Coração de 5 Pontas：ファイブポインテッド・ハート）と呼ばれる特徴的な五角形のエンブレムは、クラブ創設の数日後に制定された。当時としては斬新なデザインで、1930年以前に制定されたエンブレムで、これに類似するデザインのものは確認されていない。
エンブレム上部の3つの赤い星は、3回のクラブ世界一のタイトル（1992年、1993年、2005年）を表している。2つの黄色い星は、かつてサンパウロFCに所属していた陸上競技選手のアデマール・ダ・シルバが、ヘルシンキオリンピック（1952年）およびメルボルンオリンピック（1956年）の男子三段跳で、2大会連続で金メダルを獲得したことに因んでいる。

## ライバル
同じサンパウロ州を本拠地とするコリンチャンス、パルメイラス、サントスFCは、サンパウロFCとともにサンパウロ州の4大クラブと見なされており、これらのクラブとの対戦はクラシコと呼ばれる。コリンチャンスとのクラシコはマジェストーゾ（Majestoso：荘厳なダービー）、パルメイラスとのクラシコはショキ・ヘイ（Choque-Rei：王者の衝突）、サントスFCとのクラシコはサン・サン（San-São：両クラブの頭文字）と呼ばれている。

## タイトル

### 国内タイトル
- カンピオナート・ブラジレイロ・セリエA : 6回
  - 1977, 1986, 1991, 2006, 2007, 2008

- コパ・ド・ブラジル : 1回
  - 2023

- カンピオナート・パウリスタ : 22回
  - 1931, 1943, 1945, 1946, 1948, 1949, 1953, 1957, 1970, 1971, 1975, 1980, 1981, 1985, 1987, 1989, 1991, 1992, 1998, 2000, 2005, 2021
    - CAパウリスターノとして : 11回（1905, 1908, 1913, 1916, 1917, 1918, 1919, 1921, 1926, 1927, 1929）
    - AAパルメイラスとして : 3回（1909, 1910, 1915）

- スーペルカンピオナート・パウリスタ[注 1] : 1回
  - 2002[注 5]

- トルネイオ・リオ＝サンパウロ : 1回
  - 2001

### 国際タイトル
- FIFAクラブワールドカップ : 1回
  - 2005

- インターコンチネンタルカップ : 2回
  - 1992, 1993

- ペケーニャ・コパ・デル・ムンド : 2回
  - 1955, 1963

- コパ・リベルタドーレス : 3回
  - 1992, 1993, 2005

- コパ・スダメリカーナ : 1回
  - 2012

- レコパ・スダメリカーナ : 2回
  - 1993, 1994

- コパCONMEBOL : 1回
  - 1994

- スーペルコパ・スダメリカーナ : 1回
  - 1993

## 過去の成績
| 優勝 | 準優勝 | 3位 | ベスト4 |
| シーズン | カンピオナート・パウリスタ | カンピオナート・ブラジレイロ | コパ・ド・ブラジル | コパ・リベルタドーレス | コパ・スダメリカーナ | クラブワールドカップ | その他                                  |
| -------- | -------------------------- | ---------------------------- | ------------------ | ---------------------- | -------------------- | -------------------- | --------------------------------------- |
| 2001     | セリエA1 8位               | セリエA 7位                  | ベスト8            | -                      | 未開催               | -                    | トルネイオ・リオ＝サンパウロ 優勝       |
| 2002     | -                          | セリエA 5位                  | ベスト4            | -                      | -                    | -                    | スーペルカンピオナート・パウリスタ 優勝 |
| 2003     | セリエA1 準優勝            | セリエA 3位                  | ベスト8            | -                      | ベスト4              | -                    |                                         |
| 2004     | セリエA1 5位               | セリエA 3位                  | -                  | ベスト4                | ベスト16             | -                    |                                         |
| 2005     | セリエA1 優勝              | セリエA 11位                 | -                  | 優勝                   | 第1フェーズ敗退      | 優勝                 |                                         |
| 2006     | セリエA1 準優勝            | セリエA 優勝                 | -                  | 準優勝                 | -                    | -                    |                                         |
| 2007     | セリエA1 3位               | セリエA 優勝                 | -                  | ベスト16               | ベスト8              | -                    |                                         |
| 2008     | セリエA1 3位               | セリエA 優勝                 | -                  | ベスト8                | 第2フェーズ敗退      | -                    |                                         |
| 2009     | セリエA1 4位               | セリエA 3位                  | -                  | ベスト8                | -                    | -                    |                                         |
| 2010     | セリエA1 4位               | セリエA 9位                  | -                  | ベスト4                | -                    | -                    |                                         |
| 2011     | セリエA1 4位               | セリエA 6位                  | ベスト8            | -                      | ベスト16             | -                    |                                         |
| 2012     | セリエA1 3位               | セリエA 4位                  | ベスト4            | -                      | 優勝                 | -                    |                                         |
| 2013     | セリエA1 3位               | セリエA 9位                  | -                  | ベスト16               | ベスト4              | -                    |                                         |
| 2014     | セリエA1 6位               | セリエA 準優勝               | 第3フェーズ敗退    | -                      | ベスト4              | -                    |                                         |
| 2015     | セリエA1 4位               | セリエA 4位                  | ベスト4            | ベスト16               | -                    | -                    |                                         |
| 2016     | セリエA1 8位               | セリエA 10位                 | ベスト16           | ベスト4                | -                    | -                    |                                         |
| 2017     | セリエA1 4位               | セリエA 13位                 | 第4フェーズ敗退    | -                      | 第1フェーズ敗退      | -                    |                                         |
| 2018     | セリエA1 3位               | セリエA 5位                  | 第4フェーズ敗退    | -                      | 第2フェーズ敗退      | -                    |                                         |
| 2019     | セリエA1 準優勝            | セリエA 6位                  | ベスト16           | 第2フェーズ敗退        | -                    | -                    |                                         |
| 2020     | セリエA1 6位               | セリエA 4位                  | ベスト4            | グループリーグ敗退     | 第2フェーズ敗退      | -                    |                                         |
| 2021     | セリエA1 優勝              | セリエA 13位                 | ベスト8            | ベスト8                | -                    | -                    |                                         |
| 2022     | セリエA1 準優勝            | セリエA 9位                  | ベスト4            | -                      | 準優勝               | -                    |                                         |

## 現所属メンバー
2020年9月5日現在
注：選手の国籍表記はFIFAの定めた代表資格ルールに基づく。
| No. | Pos. |            | 選手名                     |
| --- | ---- | ---------- | -------------------------- |
| 1   | GK   | ブラジル   | チアゴ・ヴォウピ           |
| 2   | DF   | ブラジル   | イゴール・ヴィニシウス     |
| 3   | DF   | ブラジル   | ブルーノ・アウヴェス       |
| 5   | DF   | エクアドル | ロベルト・アルボレダ       |
| 6   | DF   | ブラジル   | ヘイナウド                 |
| 8   | MF   | ブラジル   | チェ・チェ                 |
| 9   | MF   | ブラジル   | パブロ                     |
| 10  | FW   | ブラジル   | ルシアーノ                 |
| 12  | FW   | ブラジル   | ヴィトール・ブエノ         |
| 13  | MF   | ブラジル   | ルアン・サントス           |
| 14  | MF   | ブラジル   | リジエロ                   |
| 15  | MF   | ブラジル   | エルナネス                 |
| 16  | DF   | ブラジル   | レオ                       |
| 17  | FW   | コロンビア | サンティアゴ・トレージェス |

| No. | Pos. |              | 選手名                 |
| --- | ---- | ------------ | ---------------------- |
| 18  | MF   | ブラジル     | ジョナス・トロ         |
| 20  | DF   | スペイン     | フアンフラン           |
| 21  | MF   | ブラジル     | シャイロン             |
| 23  | GK   | ブラジル     | ルーカス・ペリ         |
| 25  | FW   | ウルグアイ   | ゴンサロ・カルネイロ   |
| 26  | FW   | ブラジル     | イゴール・ゴメス       |
| 27  | DF   | ブラジル     | ジエゴ・コスタ         |
| 30  | FW   | ブラジル     | ブレンネル             |
| 35  | MF   | ブラジル     | ホドリゴ・ネストル     |
| 37  | FW   | ブラジル     | エリーニョ             |
| 38  | FW   | ブラジル     | パウリーニョ           |
| 41  | GK   | ブラジル     | ジュニオール           |
| 42  | MF   | ブラジル     | ガブリエル・サラ       |
| 43  | DF   | ブラジル     | ヴァウシ               |
| 77  | MF   | アルゼンチン | エミリアーノ・リゴーニ |

※括弧内の国旗はその他の保有国籍を示す。
監督
- エルナン・クレスポ

## 歴代監督
- レオニダス 1951, 1952, 1954-1955
- / ベーラ・グットマン 1957-1958
- テレ・サンタナ 1973, 1990-1996
- セホーン 1983-1987
- ペペ 1986
- カルロス・アルベルト・パレイラ 1996
- ダリオ・ペレイラ 1997-1998
- ネルソン・バプティスタ 1998, 2001-2002
- ピッタ 1999
- ミルトン・クルス 1999, 2005, 2009, 2010, 2011, 2012, 2013, 2015
- レヴィー・クルピ 2000
- オズワルド・オリヴェイラ 2002-2003
- エメルソン・レオン 2004-2005, 2011.10-2012.6
- パウロ・アウトゥオリ 2005, 2013.7-9

- ムリシ・ラマーリョ 2006-2009, 2013.9-2015
- リカルド・ゴメス 2009-2010, 2016-
- セルジオ・バレージ 2010
- カルペジアーニ 2010-2011
- アジウソン 2011
- ネイ・フランコ 2012-2013
- フアン・カルロス・オソリオ 2015
- ドリーヴァ 2015
- リカルド・ゴメス 2016
- ロジェリオ・セニ 2017
- ドリヴァル・ジュニオール 2017
- ディエゴ・アギーレ 2018-2019
- フェルナンド・ジニス 2020
- エルナン・クレスポ 2021-

## 歴代所属選手

### GK
- ロベルト・ロハス
- ゼッチ 1990-1996
- ロジェリオ・セニ1992-2015
- 古川昌明1991-1992

### DF
- ダリオ・ペレイラ 1977-1988
- オスカー 1980-1987
- リカルド・ローシャ 1989-1991
- ロナウダン 1986-1994
- バウベル・ロエウ・デ・オリヴェイラ 1992-1994
- / カフー 1990-1994
- ジョルジーニョ 1999
- / ザーゴ 1990-1992
- ジュニオール・バイアーノ 1994-1995
- / エジミウソン 1994-2000
- セルジーニョ 1996-1998
- / ベレッチ 1996-1998, 1999-2002

- セルソ・アジャラ 2000
- / ディエゴ・ルガーノ 2003-2006, 2016-2017
- ジュニオール 2004-2008
- シシーニョ 2004-2005, 2010
- ミランダ 2006-2011, 2021-2023
- イバン・ピリス 2011-2012
- アルバロ・ペレイラ 2014-2015
- // ルッシオ 2013
- ミリトン 2017-2018
- フアンフラン 2019-2021
- ダニエウ・アウヴェス 2019-2021

### MF
- ジノ・サニ 1954-1959
- エバートン 1980-1983
- パウロ・シーラス 1984-1988
- ファルカン 1985-1986
- ライー 1988-1993, 1998-2000
- / レオナルド 1990-1991, 1993-1994, 2001
- ドリーバ 1991-1994
- トニーニョ・セレーゾ 1992-1994
- パリーニャ 1992-1995
- ジュニーニョ・パウリスタ 1993-1995
- アレモン 1994-1996
- デニウソン 1995-1998

- セザール・サンパイオ 2000
- ジュリオ・バチスタ 2000-2003
- セザール・サンパイオ 2003
- / カカ 2001-2003, 2014
- ジョズエ 2005-2007
- / エルナネス 2005-2010, 2017, 2019-2021
- オスカル 2008-2010
- ルーカス・モウラ 2009-2010
- カゼミーロ 2010-2013
- リバウド 2011

### FW
- レオニダス・ダ・シルバ 1942-1951
- ゼ・セルジオ 1977-1984
- カレッカ 1983-1987
- ワルテル・カーザグランデ 1984
- ミューレル 1984-1988, 1991-1994
- アルシンド 1990
- エリベウトン 1990-1993
- フランサ 1996-2002
- ビクトル・アリスティサバル 1997-1998

- / ジュリオ・バチスタ 2000-2003
- ルイス・ファビアーノ 2001, 2002-2004, 2011-2015
- ジエゴ・タルデッリ 2004-2007
- アモローゾ 2005
- アドリアーノ 2008
- ドルラン・パボン 2014
- / アレシャンドレ・パト 2014-2015, 2019-2020, 2023-
- アントニー 2018-2020